# Yves-Gabriel Miossec
Pour les articles homonymes, voir Gabriel Miossec.
Yves-Gabriel Miossec, né le 15 mars 1839 à Dinéault dans le Finistère et mort le 20 mars 1900 à Châteaulin dans le Finistère, est un homme politique français.

## Biographie
Fils d'agriculteur, Yves-Gabriel Miossec se lance dans le commerce d'engrais après avoir été clerc de notaire. Il est maire de Châteaulin en 1890 et député du Finistère de 1898 à 1900, inscrit au groupe des républicains progressistes. À son décès, son fils Gabriel Miossec le remplace comme député.

## Sources
- « Yves-Gabriel Miossec », dans le Dictionnaire des parlementaires français (1889-1940), sous la direction de Jean Jolly, PUF, 1960 [détail de l’édition]